# 3687 Dzus
3687 Dzus eller A908 TC är en asteroid i huvudbältet, som upptäcktes 7 oktober 1908 av den tyska astronomen August Kopff i Heidelberg. Den är uppkallad efter Paul K. Dzus.
Asteroiden har en diameter på ungefär 30 kilometer.